# Animantarx ramaljonesi
Animantarx ramaljonesi Carpenter et al., 1999 è un dinosauro erbivoro appartenente agli anchilosauri, o dinosauri corazzati. Visse nel Cretaceo inferiore (Albiano, 105,3-99,7 milioni di anni fa) e i suoi resti fossili sono stati ritrovati negli Stati Uniti (Utah). È considerato uno dei più piccoli dinosauri corazzati noti.

## Etimologia
Il nome generico Animantarx è composto dalle parole latine animatus (“vivente”) e arx (“fortezza”), con riferimento alla natura corazzata dell'animale. In particolare, il nome è un riferimento a un commento fatto dal paleontologo Richard Swann Lull nel 1914 riguardo agli anchilosauri, che come “cittadelle animate, questi animali dovevano essere stati praticamente inattaccabili”. L'epiteto specifico è in onore del suo scopritore, il cercatore Ramal Jones. Sua moglie, Carol Jones, ha invece scoperto un altro dinosauro rinvenuto nella zona, Eolambia. 

## Descrizione

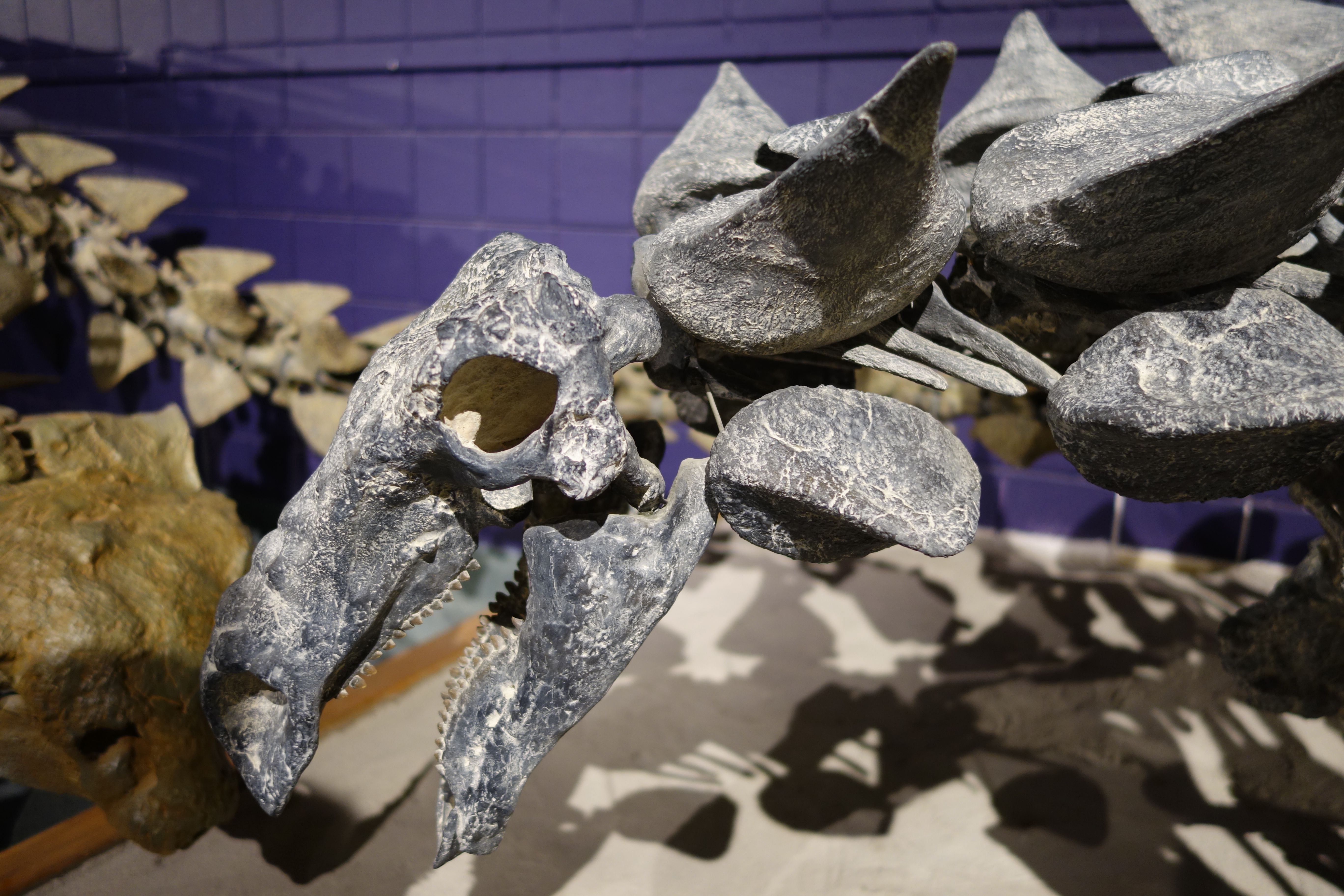
Cranio e prime vertebre cervicali di Animantarx

Questo dinosauro è noto per i resti incompleti di un esemplare che, in vita, non doveva superare i 3 metri di lunghezza. Il cranio era lungo circa 25 centimetri. Ciò lo rende uno dei più piccoli dinosauri corazzati scoperti finora, con l'eccezione dell'europeo Struthiosaurus e dell'australiano Minmi. I resti comprendono la mascella, la parte posteriore del cranio, alcune vertebre e varie ossa delle zampe. Animantarx era dotato di una strana combinazione di caratteristiche: il cranio possedeva una sorta di cupola, piccoli corni dietro la regione degli occhi e sotto le guance, e una mandibola corazzata solo per metà della sua lunghezza. In generale, doveva avere l'aspetto di un lento quadrupede dal corpo corazzato e dalla coda sprovvista di mazza caudale.

## Classificazione
Animantarx è considerato un rappresentante degli anchilosauri nodosauridi, un gruppo di dinosauri corazzati sprovvisti di mazza caudale ma dotati di un'armatura con lunghe spine ai fianchi. Non è chiaro quali fossero le sue più strette parentele: alcuni ritengono questo genere difficilmente classificabile a causa di alcune caratteristiche inusuali, come le protuberanze sopraorbitali, mentre altri ritengono che il suo parente più prossimo possa essere stato Edmontonia, vissuto alcuni milioni di anni dopo.

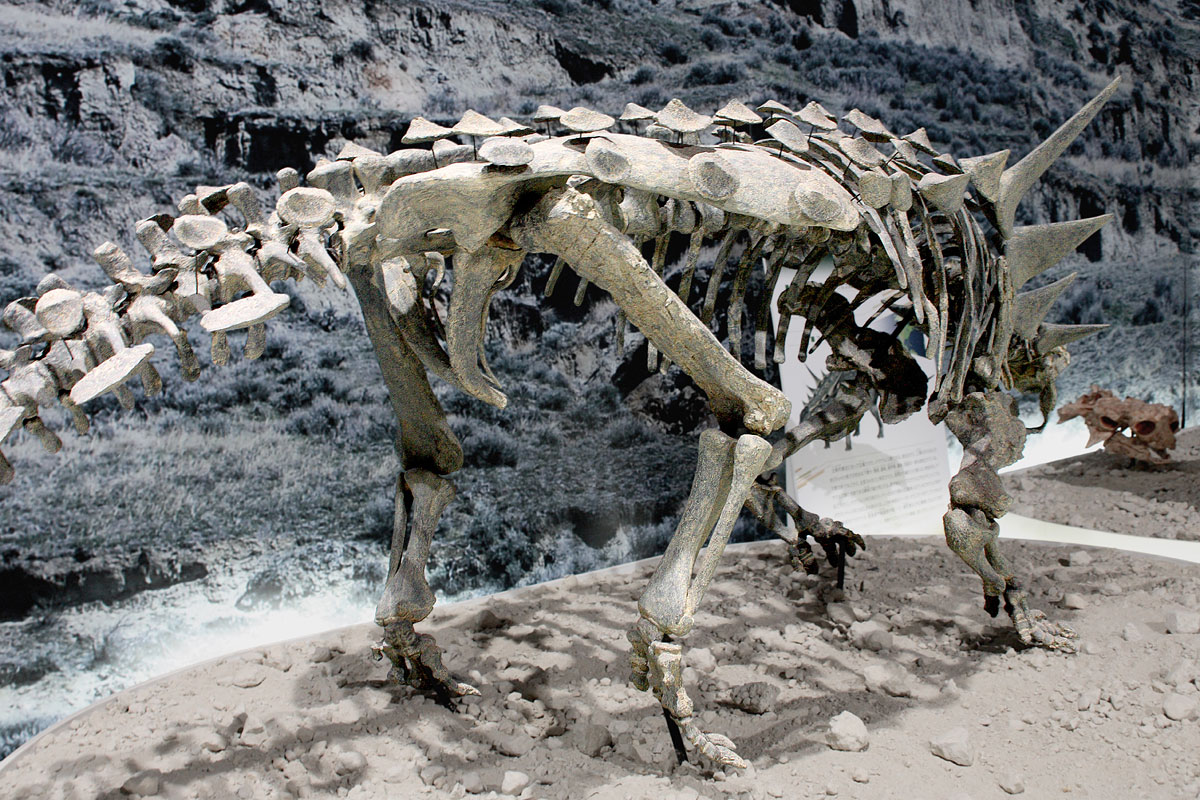
Scheletro di Animantarx

## Habitat
I fossili di Animantarx sono stati scoperti nel Mussentuchit Member della formazione Cedar Mountain, nello Utah. Questa parte della formazione ospita i resti di almeno altre 80 specie di vertebrati fossili, tra cui pesci, rane, lucertole, serpenti, coccodrilli, dinosauri, uccelli e mammiferi. Tra i dinosauri noti si ricordano alcuni carnivori teropodi e vari erbivori, come l'iguanodonte Eolambia. La presenza di numerosi animali acquatici, così come l'argilla in cui sono stati ritrovati i fossili, indica che questo ambiente cretaceo era costituito da una pianura alluvionale. 
I livelli più antichi della formazione Cedar Mountain contengono i fossili di altri anchilosauri: il più antico (Yellow Cat Member), contiene il polacantide Gastonia, mentre quelli intermedi (Poison Strip e Ruby Ranch) contengono resti che potrebbero appartenere al nodosauro Sauropelta. Questa divisione di specie di anchilosauri (e di altri gruppi di dinosauri) ha condotto all'ipotesi di tre separate faune nella formazione. La fauna di Mussentuchit include molti taxa che potrebbero aver avuto un'origine asiatica, e quindi testimonierebbero un evento migratorio che potrebbe aver interessato l'Asia e il Nordamerica in quel tempo.

## Note

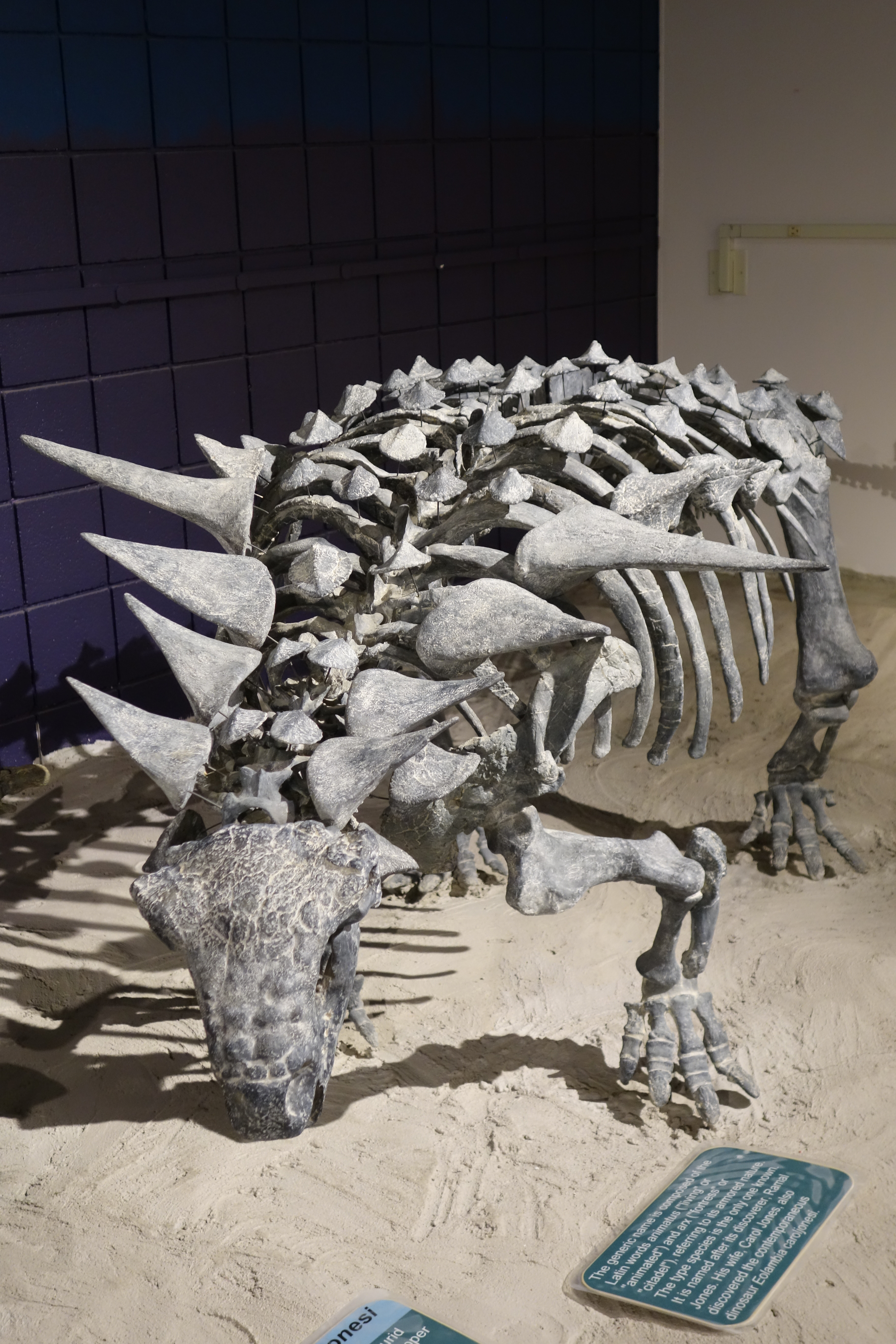
Scheletro montato